# Rechters
Rechters of Richteren (Hebreeuws: ספר שופטים, Sefer Schoftim; in de Septuagint: (hè) tôn kritôn (bíblos); Latijn: (liber) Judicum) is het zevende boek van de Hebreeuwse Bijbel en valt onder de Profeten (Newi'iem). In de christelijke Bijbel maakt het boek deel uit van het Oude Testament.

## Beschreven periode
Het boek vertelt over de tijd tussen de verovering van het land Kanaän door de Israëlieten (waarover wordt verteld in Jozua) tot het leven van de profeet Samuel, die aan het eind van zijn leven het koningschap instelde. Volgens de Bijbelse chronologie bestrijkt het boek dan de periode tussen ± 1404 v.Chr. en ± 1050 v.Chr.
De tijdrekening binnen de beschreven periode is onzeker. Hoewel Rechters suggereert dat de verschillende rechters elkaar telkens opvolgden, is het waarschijnlijker dat de perioden waarin de verschillende rechters optraden elkaar overlapten. Een rechter in het noorden kan gelijkertijd opgetreden zijn met een rechter in het zuiden. Als de rechters elkaar wel telkens opvolgden, zonder overlap, zou de in Rechters beschreven periode (van de inname van Kanaän tot de dood van Simson) 410 jaar geduurd hebben. Dit is moeilijk te rijmen met de meeste gangbare theorieën over de chronologie van de (voor)geschiedenis van Israël. Daarnaast is het de vraag in hoeverre de verhalen op historische feiten gebaseerd zijn. In Rechters treedt een 12-tal rechters op; het getal 12 heeft in de Bijbel een belangrijke symbolische waarde. Dit kan een aanwijzing zijn dat het meer om een ideologische dan een historische tekst gaat.

## Betekenis van de term rechter
Het Hebreeuwse woord שֹׁפְטִים, schoftim, "rechter / richter" verwees, anders dan het Nederlandse woord "rechter", niet alleen naar een juridische, maar ook naar een militair-politieke rol, min of meer vergelijkbaar met suffeet dat is afgeleid van het Punische sptm. In Rechters overweegt deze militair-politieke betekenis. De vrouwelijke rechter Debora veroverde Hazor, de metropool in het noorden (Rechters 4 - afwijkend van het verhaal in Jozua 11 dat dit al door Jozua was gedaan), terwijl de zogenoemde "kleine rechters" (Tola, Samgar, Jaïr, Ibsan, Elon en Abdon) een overwegend juridische rol hadden. Van een zuiver juridische rol, in de zin van rechtspraak, is nog geen sprake. Ook de aanduiding "rechter van Israël" is in feite onjuist, want zij werkten vaak voor één stad of een van de twaalf stammen van de Israëlieten. De hoofdstukken van Rechters behandelen in verschillende delen de woongebieden van de stammen.
De hoeveelheid informatie die over de verschillende rechters gegeven wordt loopt sterk uiteen. Over de "kleine rechters" wordt weinig meer verteld dan hun naam, afkomst en woonplaats. De zakelijkheid van de korte mededelingen over deze rechters vormt een sterk contrast met de spannende en gedetailleerde verhalen over de "grote rechters" (Otniël, Ehud, Debora, Gideon, Jefta en Simson). Over Simson wordt zelfs helemaal niet vermeld dat hij optrad als rechter of leider (hoewel hij wel rechter wordt genoemd in Rechters 16:31). Zijn strijd tegen de Filistijnen lijkt vooral een persoonlijke missie. Het lijkt erop dat het bij de "grote rechters" vooral gaat om heldenverhalen en dat deze verhalen en hun hoofdpersonen pas later ingepast zijn in het raamwerk van rechters.
Vanaf de instelling van het koningschap spelen rechters geen rol van betekenis meer in de Bijbel en wordt hun rol overgenomen door koningen enerzijds en profeten anderzijds.

## Auteurschap en historiciteit
Volgens de Joodse traditie is Samuel de auteur van Rechters.
Het boek werd waarschijnlijk tijdens of na de periode van de koningen samengesteld, getuige onder andere een aantal verwijzingen naar het koningschap, zoals 17:6 en 19:1. In vers 18:30 wordt gesproken over de bevolking die "weggevoerd" wordt. Dit zou een verwijzing naar de Babylonische ballingschap kunnen zijn, maar dat is niet zeker en er zijn ook een aantal alternatieve verklaringen. De bijlagen (hoofdstuk 17-21) worden door sommigen vlak na de dood van Jozua geplaatst, maar volgens anderen gaat het hier juist om later materiaal.
De vraag in hoeverre Rechters gebaseerd is op historische feiten kent geen eenvoudig antwoord. Waar het gaat om de verschillende manieren waarop de vestiging van de Israëlieten beschreven wordt in het boek Jozua enerzijds en het boek Rechters anderzijds, gaan de meeste onderzoekers ervan uit dat Rechters dichter bij de werkelijkheid komt dan Jozua. Daarnaast neemt men over het algemeen aan dat de meeste verhalen uit Rechters (aanzienlijk) ouder zijn dan het boek zelf. De samensteller heeft oudere overleveringen samengevoegd en presenteert deze als wat ze volgens hem waren: historische beschrijvingen met een theologische betekenis en functie.

### Deuteronomistische geschiedenis
Men heeft in het verleden wel geprobeerd de vier redactionele bronnen van de documentaire hypothese (Jahwist, Elohist, Deuteronomist en Priestercodex) ook in Rechters terug te vinden, maar tegenwoordig gaat men bij het ontstaan van Rechters meestal uit van de hypothese van de deuteronomistische geschiedenis. Er lijkt echter wel sprake te zijn van dubbele overleveringen, al zijn die niet terug te voeren op de bronnen van de documentaire hypothese. Een voorbeeld hiervan is de geschiedenis van Debora en Barak die twee keer verteld wordt: een keer in verhaalvorm en een keer liedvorm.
Veel onderzoekers gaan ervan uit dat Jozua, Rechters, 1 en 2 Samuel en 1 en 2 Koningen samen een eenheid vormden en dezelfde theologische achtergrond hebben. Deze zou het resultaat zijn van een redactieproces dat eindigde in de 6e eeuw v.Chr. De samenstellers van de deuteronomistische geschiedenis maakten veelal gebruik van bestaande overleveringen en verhalen die zij in een theologisch raamwerk plaatsten.
Toevoegingen van de deuteronomistische redacteur vinden we op verschillende plekken in Rechters en deze zijn vaak duidelijk te herkennen aan hun moraliserende karakter, dat een scherp contrast vormt met de toon van de heldenverhalen waartussen ze geplaatst zijn. Een inleiding waarin de deuteronomistische redacteur zijn kijk op de periode van de rechters geeft, is toegevoegd in 2:10-23. Vaste formules zijn op diverse plaatsen ingevoegd: "maar de Israëlieten deden wat slecht is in de ogen van de HEER", en: "er was in die tijd geen koning in Israël". Het terugkerende patroon van ontrouw, straf en redding waar de deuteronomist zo de nadruk op legt, ontbreekt in de verhalen zelf. Blijkbaar heeft de samensteller de verschillende overleveringen opgenomen zonder grote wijzigingen aan te brengen. Van deze overleveringen is het lied van Deborah waarschijnlijk de oudste.

## Inhoud
Het boek beschrijft hoe het de Israëlieten verging in Kanaän na de inname van het land onder leiding van Jozua. De beschrijving van de situatie in Kanaän vormt in bepaalde opzichten echter een sterk contrast met die in het boek Jozua. Waar in Jozua de trouw van de Israëlieten aan God benadrukt wordt, is er in Rechters juist sprake van een telkens terugkerende ontrouw. En waar in Jozua gesuggereerd wordt dat de Israëlieten het hele land veroverd hadden, blijkt in Rechters dat dat bepaald niet het geval was en dat de Israëlieten voortdurend strijd moesten leveren met de oorspronkelijke bewoners. Deze oorspronkelijke bewoners kenden een systeem van stadstaten en gebruikten strijdwagens bij het oorlogvoeren.
Ook de eensgezindheid tussen de 12 stammen die er in de tijd van Jozua was, ontbrak in de periode van de rechters. Uit het lied van Deborah, het verhaal over Abimelech, en uit het verhaal over de strafexpeditie tegen de Benjaminieten blijkt dat de verschillende stammen geen eenheid vormen en soms zelfs onderling strijd leverden.
In Rechters keert telkens hetzelfde patroon terug. De Israëlieten werden God ontrouw en begonnen de goden van de plaatselijke bevolking te vereren. Hierop strafte God hen door hen over te leveren aan hun vijanden: vreemde volken die Israël aanvielen en onderdrukten. Wanneer het volk zich bekeerde en God om hulp riep, stuurde deze een rechter onder wiens leiding de Israëlieten hun vijanden versloegen. Hierop volgde een periode van rust en vrede, tot de rechter stierf en de Israëlieten zich weer naar afgoden richtten en de cyclus zich herhaalde. Pas in 1 Samuel komt er met de introductie van het koningschap een einde aan dit patroon.

### Rechters 19–21
Het boek Rechters sluit af met twee min of meer losstaande verhalen waarvan het verband met de verhalen over de rechters niet direct duidelijk is. Het eerste is dat van de verhuizing van de stam Dan naar het noorden van het land. Het tweede gaat over een strafexpeditie van de overige stammen tegen de stam Benjamin nadat een Benjamitische stad het gastrecht geschonden had. Deze strafexpeditie had bijna het einde van de stam Benjamin tot gevolg, maar dit werd voorkomen door een soort in scène gezette maagdenroof. Voor de auteur van Rechters pasten deze twee verhalen wel bij die over de rechters omdat al deze verhalen laten zien dat de Israëlieten zich telkens weer misdroegen, dat er weinig eenheid tussen de stammen onderling was en dat er anarchie was in de periode dat de Israëlieten geen koning hadden.

## Structuur
Volgens de meeste oudtestamentici bestaat het bijbelboek Rechters uit drie delen; een proloog, een epiloog met daartussen het centrale deel.
A. Proloog (1:1 - 3:6)
1. Overzicht van de verovering van het land (1:1 - 2:5)
2. De situatie in het land bij het begin van de rechtersperiode (2:6 - 3:4)
B. De rechters (3:5 - 16:31)
1. Otniël ( (3:7 - 3:11)
2. Ehud (3:12 - 3:30)
3. Samgar (3:31)
4. Deborah en Barak (4:1 - 5:31)
a. Debora en Barak verslaan het leger van koning Jabin en Jaël doodt Jabins legeraanvoerder (4:1 - 4:24)
b. Het lied van Deborah (5:1 - 5:31)
5. Gideon en zijn zoon Abimelech (6:1 - 9:57)
a. De roeping van Gideon (6:1 - 6:40)
b. Gideon voert de Israëlieten aan in de strijd tegen de Midjanieten (7:1 - 7:25)
c. Het verdere optreden van Gideon (8:1 - 8:35)
d. De opkomst en ondergang van Abimelech als koning van Sichem (9:1 - 9:57)
6. Tola (10:1-2)
7. Jaïr (10:3-5)
8. Jefta (10:6 - 12:7)
9. Ibsan (12:8-10)
10. Elon (12:11-12)
11. Abdon (12:13-15)
12. Simson (13:1 - 16:31)
a. Aankondiging en geboorte van Simson (13:1 - 13:25)
b. De bruiloft van Simson en een Filistijnse (14:1 - 14:20)
c. Simsons overwinningen op de Filistijnen (15:1 - 15:20)
d. Simson en Delila, Simson wordt gevangengenomen (16:1 - 16:31)
C. Epiloog (17:1 - 21:25)
1. Micha en de Danieten (17:1 - 18:31)
2. De inwoners van de Benjaminitische stad Gibea schenden het gastrecht, waarop de andere stammen een strafexpeditie ondernemen (19:1 - 21:25)

## Theologie

### De inleiding
Rechters begint met een paar inleidende hoofdstukken (1:1-3:6). Het eerste hoofdstuk begint direct na de dood van Jozua en sluit zo aan bij het boek Jozua, dat aan Rechters voorafgaat. De toon en inhoud van de inleiding wijken echter al gauw af van die in Jozua. De Israëlieten hebben verdragen gesloten met de oorspronkelijke bewoners van het land, hoewel God hen dit verboden had. Daarom besluit God om de oorspronkelijke bewoners niet voor Israël te verjagen.
Hiermee is een belangrijk thema van Rechters geïntroduceerd: Israël zal voortaan het beloofde land moeten delen met andere volken. Dit is een gevolg van hun ontrouw tegenover God, en tegelijk zal de voortdurende aanwezigheid van deze 'vreemdelingen' de oorzaak zijn van nieuwe ontrouw van Israël, omdat zij de Israëlieten telkens weer verleiden andere goden dan JHWH te dienen.
De dynamische en moeizame relatie tussen Israël en de andere bewoners van het beloofde land vormt niet alleen een thema in Rechters, maar ook in Jozua en de rest van de deuteronomistische geschiedenis.
De status van Kanaän, nu Palestina, en de relatie van de Joden met dit land is tegenwoordig nog steeds actueel en problematisch. Dit heeft gevolgen voor het onderzoek naar de historiciteit en betekenis van die Bijbelboeken die veel aandacht aan het beloofde land besteden, zoals Rechters. Theorieën over de historiciteit en theologische betekenis van deze boeken krijgen hierdoor soms naast een religieuze component, die bij Bijbelonderzoek in het algemeen vaak aanwezig is, een politieke lading.

### Het centrale deel: de rechters
De verhalen over de rechters die het hoofddeel van het boek vormen zijn in een duidelijk theologisch raamwerk geplaatst en volgen een vast patroon:
1. De Israëlieten zijn ontrouw tegenover God
2. Als straf levert God hen uit aan hun vijanden, die de Israëlieten onderdrukken
3. De Israëlieten roepen God om hulp
4. God zendt een rechter om Israël te leiden en te bevrijden
5. De vijand wordt verslagen en er volgt een periode van rust en vrede

Aan de periode van vrede komt een eind als de betreffende rechter overlijdt. De Israëlieten keren zich daarna al gauw weer van God af, en de cyclus begint opnieuw. In de verhalen zelf komt dit patroon niet terug. De verhalen zijn pas later door de deuteronomistische redacteurs in dit raamwerk geplaatst.
Op het eerste gezicht lijkt het centrale deel van Rechters strikt cyclisch te zijn: de geschiedenis herhaalt zich telkens opnieuw. De redacteur van Rechters wist echter dat de geschiedenis zich niet zou blijven herhalen. Toen hij Rechters samenstelde wist hij dat de rechters opgevolgd werden door koningen. En, ervan uitgaande dat hij tijdens of na de ballingschap leefde, wist hij dat ook aan de periode van opeenvolgende koningen een einde kwam. Voor de deuteronomistische redacteur was er in de periode van de rechters waarschijnlijk geen zich herhalende cyclus, maar eerder een neerwaartse spiraal. Elke grote rechter vormde een achteruitgang vergeleken met zijn voorganger, en het is geen toeval dat de laatste grote rechter Simson is. Simson is eerder een avonturier en ruziezoeker dan een leider, en zijn liefde voor niet-Israëlietische vrouwen is voor de deuteronomistische redacteur niet alleen afkeurenswaardig, maar mogelijk ook metaforisch: zoals zijn liefde voor vreemde vrouwen Simson uiteindelijk fataal wordt, zo wordt Israëls liefde voor vreemde goden haar uiteindelijk fataal.

### De laatste hoofdstukken
De laatste hoofdstukken (17 t/m 21) bevatten twee losstaande verhalen waarvan het verband met de rest van het boek niet direct duidelijk lijkt.
- Het eerste verhaal gaat over Micha die een privéheiligdom inricht (met geld dat hij oorspronkelijk van zijn moeder gestolen heeft) en een Leviet als priester in dienst neemt. Als de Danieten besluiten het hun toegewezen deel van het land te verlaten om zich in het noorden te vestigen, komen ze langs Micha en ze nemen zijn godenbeelden en priester mee naar het noorden.
- Het tweede verhaal vertelt hoe de inwoners van de Benjaminitische stad Gibea zich misdragen tegenover gasten. De overige stammen ondernemen een strafexpeditie tegen de Benjaminieten, met als gevolg dat de Benjaminieten bijna uitgeroeid worden. Omdat de overige stammen hebben gezworen hun dochters niet aan Benjaminieten uit te huwelijken, wordt er een maagdenroof in scène gezet om het voortbestaan van de stam Benjamin mogelijk te maken.

Enigszins verloren staat in het eerste verhaal een korte opmerking van de deuteronomistische redacteur: "In die tijd was er geen koning in Israël; iedereen deed wat in zijn eigen ogen goed was" (17:6, zie ook 18:1). Aan het eind van het tweede verhaal (tevens het eind van het boek) wordt deze opmerking herhaald. Het tweede verhaal begint ook met een verwijzing naar het koningschap: "In die tijd, toen er geen koning in Israël was,.." (19:1). Het doel van deze verhalen lijkt te zijn om te laten zien hoe slecht Israël er in die tijd aan toe was (sociale misstanden, religieuze misstanden, een rondzwervende stam en een andere stam die bijna uitgeroeid wordt, gemarchandeer met godenbeelden en priesters) en dat dat kwam doordat Israël geen koning had. Het lijkt er, althans op het eerste gezicht, op dat de redacteur van Rechters een monarchist was.
Maar buiten de laatste hoofdstukken van Rechters vinden we maar één andere verwijzing naar het koningschap, namelijk in het verhaal over Abimelech. Dit verhaal is echter eerder anti- dan pro-monarchistisch. Het is duidelijk dat Rechters zinspeelt op de instelling van het koningschap, maar het is minder duidelijk of dit koningschap als iets positiefs of negatiefs wordt voorgesteld. Dezelfde ambivalente houding tegenover het koningschap vinden we ook in 1 en 2 Samuel, en in mindere mate in de rest van de deuteronomistische geschiedenis.
Men gaat er tegenwoordig van uit dat er meerdere edities van de deuteronomistische geschiedenis zijn geweest, elk in een andere tijd tot stand gekomen als een revisie van de vorige editie. Het is mogelijk dat de tegenstrijdige houdingen tegenover het koningschap bij verschillende edities horen. Een vroege redacteur die tijdens het koningschap van David en Salomo leefde zal een optimistischer kijk op het koningschap gehad hebben dan latere redacteuren die leefden na het uiteenvallen van het rijk in een noordelijk en zuidelijk koninkrijk, of tijdens de Babylonische ballingschap.

## Nieuwe Testament
In Hebreeën 11:32-33 in het Nieuwe Testament staat dat Gideon, Barak, Simson en Jefta door geloof koninkrijken overwonnen, gerechtigheid in praktijk brachten, beloften verkregen en muilen van leeuwen sloten. Dit schetst een idealer beeld van deze rechters dan in het Bijbelboek Rechters zelf. Een verklaring hiervoor zou kunnen zijn dat het boek Rechters vooral gericht is op het contrast met de wijdverbreide afvalligheid van de Israëlieten in die tijd.